# 김갑태
김갑태(金甲泰, 1924년 2월 21일 ~ 1952년 10월 8일)는 대한민국의 군인으로 피의 능선 전투에서 전사했다.
경남 부산 서대신동 출생으로 육사 5기 임관하여 군번을 부여받고 육군 소위로 임관하였다.
이후 제3사단 22연대 1대대 1중대 중대장으로 재임하다가 1952년 10월 5일 강원도 김화군 임남면 소성리에 피의 능선 전투에서 대대장 직무대리로 참전하여 공격을 지휘하던 중 중상을 입고 후송되었으나 3일 후 결국 사망했다.
사후 1953년 1월 15일 을지무공훈장이 수여되고 동시에 육군 대위에서 육군 중령으로 2계급 특진이 추서되었다.